# Kyröskoski
Kyröskoski (en suédois : Kyrofors), parmi les plus hauts rapides de Finlande, sont situés dans la municipalité de Hämeenkyrö, en Finlande.

## Présentation
Avec une hauteur de 22 mètres, les rapides Kyröskoski sont parmi les plus hauts de Finlande.
Ils sont situés dans la municipalité de Hämeenkyrö, à environ 40 kilomètres au nord-ouest de Tampere, le long de la route nationale 3.
Ils sont entourés par une conurbation du même nom.
Le lac Kyrösjärvi se déverse dans la rivière Pappilanjoki à travers les rapides Kyröskoski.
Les rapides Kyröskoski ont été exploités par plusieurs moulins à eau et par l'industrie de transformation du bois, l'exploitation forestière et la production hydroélectrique depuis les années 1870 (Hammarén & Co Aktiebolag, Oy Kyro Ab, Kyro Corporation, M-real Kyro et Metsä Board Kyro (fi)).
La centrale électrique appartient à Kyröskosken Voima Oy.